# Беатриче (картина)
«Беатриче» — картина английского художника-прерафаэлита Данте Габриэля Россетти, созданная в 1879 году. На данный момент картина находится в частном собрании.

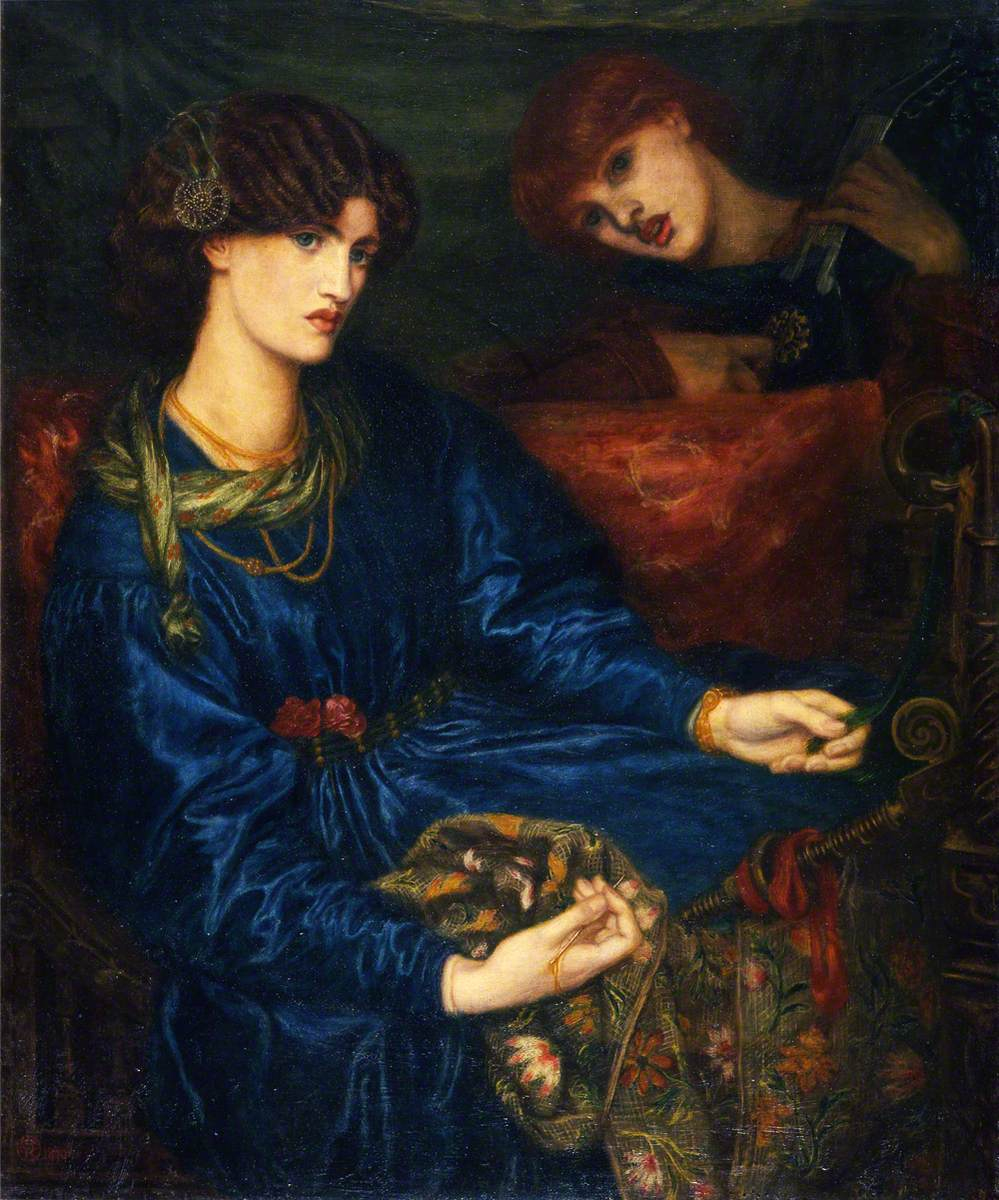
«Мариана», 1870

Натурщицей для образа Беатриче стала Джейн Моррис. На обороте картины написаны строки из стихотворения Данте Алигьери «Новая жизнь»  Tanto gentile e tanto onesta pare [Столь благородна, столь скромна бывает…]). После смерти своей супруги Элизабет Сиддал, также изображавшейся Россетти в образе Беатриче, художник ассоциировал свои чувства к Джейн Моррис, находившейся замужем, с историей Данте и Беатриче. Изначально картина создавалась как повторение его работы 1870 года «Мариана», причёска и украшение в волосах героини остались теми же. Россетти объединяет героиню и фон единой зелёной цветовой гаммой, используемой для изображения глаз Джейн Моррис, её одежды и серо-зелёного фона. Натурщица не обращает взгляд непосредственно к зрителям, а вправо, словно наблюдая за неким событием;она слегка наклоняет голову вправо и вниз, хотя зрители не видят тела героини, её удлиненная шея создает иллюзию вертикальной, изящной позы позы.
В 1883 году картина была продана во время крупной распродажи из мастерской Россетти. Тогда владельцем картины стал его агент Чарльз Хауэлл. Позже, картина перешла к его внуку Чарльзу Батлеру. В 2015 году работа была продана частному лицу на аукционе Кристис. 